# آندراش سنته
آندراش سنته (مجاری: András Szente; ۱۰ دسامبر ۱۹۳۹ – ۱۴ سپتامبر ۲۰۱۲) قایقران کایاک اهل مجارستان بود.
وی در مسابقات کشوری و بین‌المللی در مجموع برندهٔ ۴ مدال نقره شده‌است.